# Grahov zavijač
Grahov zavijač  (znanstveno ime Cydia nigricana) je metulj iz družine listnih zavijačev.

## Opis
Odrasel grahov zavijač ima razpon kril med  12 in 16 mm. Gosenice grahovega zavijača zajedajo grah, grahor in grašico, zaradi česar veljajo za škodljivce.